# San Zenone
San Zenone (Sant Zenó en italià) és una església al comú de Campione d'Italia, documentada des del 756, fou fundada per la família del noble llombarda Totone; reconstruïda al segle xiv, transformada a l'estil neo-barroc, al segle xviii, i desconsagrada el 1967. Avui és utilitzada com a galeria d'art. Durant les investigacions arqueològiques dels anys 1993-96, es van trobar els fonaments de la primitiva església, amb una única sala absidal, avui visible sota un terra de vidre, i una sèrie de sepulcres de l'alta edat mitjana, en els quals també es van trobar algunes joies de l'època longobarda.
A l'interior l'edifici és cobert per una volta de canó amb llunetes dels anys 1832-1833, marcada per una articulació de pilastres amb capitells jònics. Els dos primers pilars estan decorats amb imatges d'un sant màrtir, a la dreta, i de la Sagrada Família, a l'esquerra, datades de l'any 1500 dC. Durant la restauració es van recuperar les columnes del segle xiv (una de les quals adornada amb un fresc de la Mare de Déu amb el Nen, incorporades als pilars.
A l'absis hi ha, pintada al fresc, la teoria dels apòstols, de mitjans del segle XIV. Al darrer pilar hi ha un baix relleu de marbre de la Nativitat, del taller d'en Tommaso Rodari de Maroggia i una figura de sant pintada al fresc, del segle XV dC. Al compartiment del costat dret hi ha dos notables baixos relleus, emmarcats per pilars, que representen els sants Ambròs de Milà i Zenó de Verona, atribuïbles estilísticament a l'esmentat taller de Rodari, de finals del segle XV dC, dos sagraris renaixentistes, amb estatuetes de marbre de la Mare de Déu i de l'Anunciació, i una figura d'estuc barroc de Carles Borromeo. Al passadís lateral dret, trobem una placa de marbre amb una inscripció del 1477 que commemora l'alliberament de la vila de Campione dels impostos duaners, per ordre del duc Joan Galeàs Sforza.